# María Elena Giusti
María Elena Giusti Lugo (Maracaibo, estado Zulia, Venezuela, 13 de noviembre de 1968) es una atleta venezolana en la disciplina de nado sincronizado de Venezuela, considerada una de las ocho mejores atletas en su especialidad y la mejor de Latinoamérica.
Uno de sus primeros logros dentro de la disciplina fue entrar en el podio con el mérito máximo, una medalla de oro, en los Juegos Centroamericanos y del Caribe de 1985 celebrados en México. Obtuvo el quinto lugar en los Juegos Panamericanos de Indianápolis en 1987.
Representó a su país en la competición de solo femenino en los Juegos Olímpicos de Verano de 1988 y 1992. En el primer evento deportivo acontecido en Seúl (Corea), logró posicionarse en el puesto número trece, y en el segundo realizado en Barcelona (España), fue la portadora de la bandera Olímpica para Venezuela y obtuvo el noveno lugar.
En los Juegos Centroamericanos y del Caribe de Ponce (Puerto Rico, 1993), Giusti conquistó la medalla de oro en solo.
Participó en los Juegos Panamericanos de La Habana en 1991 y Mar de Plata en 1995, ganando una medalla de plata y una de bronce respectivamente; también compitió en el Campeonato Mundial de Natación acontecido en Australia en 1991 y luego en Roma en 1994. 
En 1995 fue instructora principal de la natación en su estado natal, y se le concedió el honor de pertenecer al Salón de la Fama de la Natación Venezolana. Un año más tarde, fue portadora de la antorcha olímpica en su ruta hacia Atlanta.
En 1998 fue homenajeada en los Juegos Centroamericanos y del Caribe celebrados en Maracaibo.

## Participaciones
- Juegos Centroamericanos y del Caribe, México 1985.
- Juegos Panamericanos, Indianápolis 1987.
- Juegos Olímpicos, Seúl 1998.
- Juegos Olímpicos, Barcelona 1992.
- Campeonato Mundial de Natación, Perth 1991.
- Juegos Panamericanos, La Habana 1991.
- Juegos Centroamericanos y del Caribe, Ponce 1993.
- Campeonato Mundial de Natación, Roma 1994.
- Juegos de la Buena Voluntad, San Petersburgo 1994.
- Juegos Panamericanos, Mar de Plata 1995.